# Paulão (ur. 1986)
Paulão, właśc. Paulo Marcos de Jesus Ribeiro (ur. 25 lutego 1986 w Salvadorze) – brazylijski piłkarz grający na pozycji obrońcy w  Guangzhou Evergrande.

## Kariera
Karierę piłkarską rozpoczął w 2008 w Itapirense. W latach 2008–2009 występował w Universal, a następnie w ASA, gdzie zdobył mistrzostwo Campeonato Alagoano de Futebol de 2009. W 2009 w barwach Grêmio Prudente wystąpił 22 razy; 16 w Paulista i 6 w Brasileiro.
Na wniosek trenera Renato Gaúcho został wypożyczony do maja 2011 do Grêmio z opcją przedłużenia kontraktu.
2 marca 2011 na konferencji prasowej Fábio Rochemback ogłosił, że Paulão został sprzedany do Guangzhou Evergrande za 3,5 miliona dolarów.

## Sukcesy
- ASA
  - Campeonato Alagoano: 2009
- Grêmio
  - Campeonato Gaúcho: 2010
- Guangzhou Evergrande
  - Chinese Super League: 2011, 2012
  - Super Copa da China: 2012